# アミ・カナーン・マン
アミ・カナーン・マン（Ami Canaan Mann, 1969年 - ）は、イギリス出身の映画監督、脚本家である。

## 経歴
ロンドンで生まれた。映画監督のマイケル・マンを父親に持つ。彼女が幼い頃に両親は離婚しており、インディアナ州デイトンで母親に育てられた。南カリフォルニア大学で学んだ。
1995年、マイケル・マン監督の『ヒート』で第二班監督を務める。2001年、『Morning』で長編映画監督デビューを果たす。2011年に『キリング・フィールズ 失踪地帯』を監督し、2014年に『Jackie & Ryan』を監督した。

## フィルモグラフィー

### 映画
- ヒート Heat （1995年） - 第二班監督
- Morning （2001年） - 監督
- キリング・フィールズ 失踪地帯 Texas Killing Fields （2011年） - 監督
- Jackie & Ryan （2014年） - 監督・脚本・製作

### テレビ映画
- おてんば探偵ナンシー・ドリュー Nancy Drew （2002年） -  脚本・共同製作

### テレビドラマ
- NYPDブルー NYPD Blue （2000年） - 脚本
- Robbery Homicide Division （2003年） - 監督
- Friday Night Lights （2010年） - 監督
- THE BLACKLIST/ブラックリスト The Blacklist （2015年） - 監督
- シカゴ・メッド Chicago Med （2016年） - 監督
- APB ハイテク捜査網 APB （2017年） - 監督
- 運命の銃弾 Shots Fired （2017年） - 監督
- スニーキー・ピート Sneaky Pete （2018年） - 監督
- ザ・シューター Shooter （2018年） - 監督
- ハウス・オブ・カード 野望の階段 House of Cards （2018年） - 監督
- アラスカを追いかけて Looking for Alaska （2019年） - 監督